# Liste von Kraftwerken in Jordanien
Die Kraftwerke in Jordanien werden sowohl auf einer Karte als auch in Tabellen (mit Kennzahlen) dargestellt. Die Liste ist nicht vollständig.

## Installierte Leistung und Jahreserzeugung
Im Jahre 2015 lag Jordanien bzgl. der installierten Leistung mit 4.382 MW an Stelle 83 und bzgl. der jährlichen Erzeugung mit 17,76 Mrd. kWh an Stelle 80 in der Welt. Der Elektrifizierungsgrad lag 2012 bei 99,5 %.
| Al Qatrana |

| Amman East |

| Aqaba |

| Hussein |

| IPP3 |

| Rehab |

| Risha |

| Samra |

| Tafila |

| Talal |

## Kalorische Kraftwerke
| Name des Kraftwerks | Inst. Leistung (MW) | Brennstoff     | Status     |
| ------------------- | ------------------- | -------------- | ---------- |
| Al Qatrana          | 370                 | GuD            | in Betrieb |
| Amman East          | 620                 | Erdgas, GuD    | in Betrieb |
| Aqaba               | 650                 | Erdgas         | in Betrieb |
| Hussein             | 382                 | Schweröl       | in Betrieb |
| IPP3                | 573                 | Erdgas, Diesel | in Betrieb |
| Rehab               | 357                 | GuD            | in Betrieb |
| Risha               | 150                 | Erdgas         | in Betrieb |
| Samra               | 1.031               | GuD            | in Betrieb |

## Solarkraftwerke
| Name des Kraftwerks | Inst. Leistung (MWp) | Typ          | Status  |
| ------------------- | -------------------- | ------------ | ------- |
| Baynouna            | 200                  | Photovoltaik | geplant |

## Wasserkraftwerke
| Name des Kraftwerks | Inst. Leistung (MW) | Fluss         | Status     |
| ------------------- | ------------------- | ------------- | ---------- |
| Talal               | 5                   | Nahr ez-Zarqa | in Betrieb |

## Windparks
Laut The Wind Power waren in Jordanien Ende 2016 Windkraftanlagen (WKA) mit einer Gesamtleistung von 119 MW in Betrieb. Mit Stand August 2017 sind in Jordanien 6 Windparks erfasst (z. T. handelt es sich dabei aber entweder um einzelne WKA oder um geplante Windparks).
| Name des Windparks | Inst. Leistung (MW) | Anzahl | Status     |
| ------------------ | ------------------- | ------ | ---------- |
| Tafila             | 117                 | 38     | in Betrieb |